# Liste der Straßen und Plätze in Berlin-Gropiusstadt

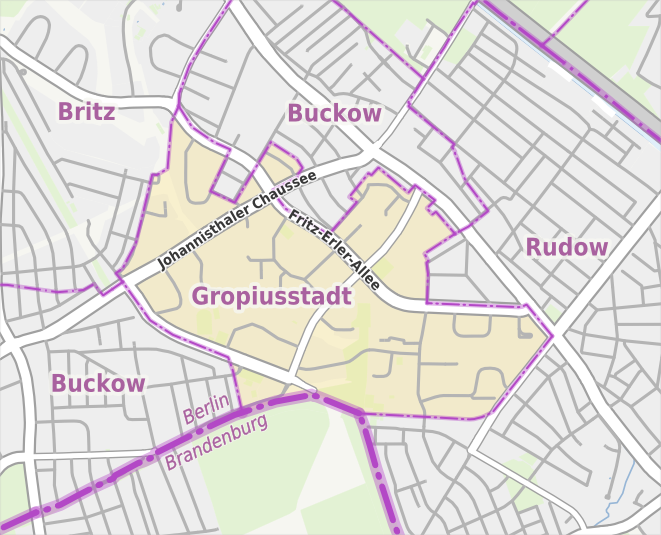
Übersichtskarte von Berlin-Gropiusstadt

Die Liste der Straßen und Plätze in Berlin-Gropiusstadt beschreibt das Straßensystem im Berliner Ortsteil Gropiusstadt mit den entsprechenden historischen Bezügen. Gleichzeitig ist diese Zusammenstellung ein Teil der Listen aller Berliner Straßen und Plätze.

## Überblick
Der Ortsteil Gropiusstadt hat 39.011 Einwohner (Stand: 31. Dezember 2024) und umfasst die Postleitzahlenbereiche 12351 (nördlich und um die Fritz-Erler-Allee), 12353 (im südlichen und westlichen Ortsteil) und 12357 (wenige Grundstücke zwischen Agnes-Straub-Weg, Neuköllner Straße und Zwickauer Damm).

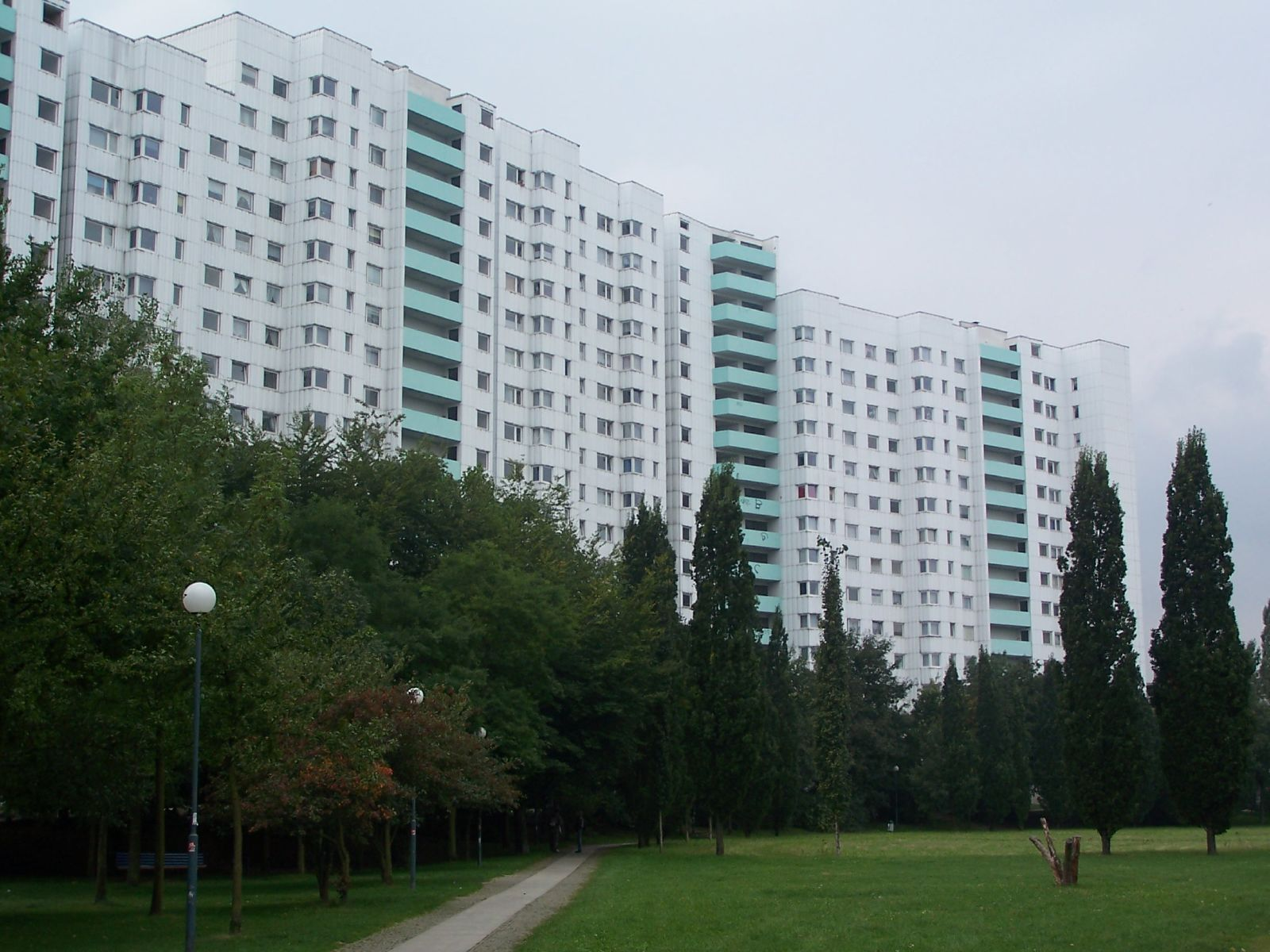
Appartementhäuser in der Gropiusstadt

Auf dem Gebiet des heutigen Ortsteils entstand von 1962 bis 1975 die Großwohnsiedlung, die geplant die Hufeisensiedlung nach Osten fortsetzt, zwischen Britz, Buckow und Rudow. Geplant wurde sie von Walter Gropius. Die geschichtliche Situation der Straßen im Ortsteil ist in der Buckower Straßenliste aufgeführt. Die Planungen als Fortsetzung der Britzer Hufeisensiedlung nach Südost begannen in den 1950er Jahren auf Flächen, die noch Ackerland waren. 1962 wurde durch den damaligen Regierenden Bürgermeister Willy Brandt im Beisein des Architekten der Grundstein für den ersten Bauabschnitt am Grünen Weg gelegt. Am 25. September 1963 erfolgte das Richtfest für den ersten Bauabschnitt der „Trabantenstadt Berlin-Britz-Buckow-Rudow“ (BBR), das mit der GEHAG gefeiert wurde. Dabei wurde das zunächst nach dem Plan BBR genannte Gebiet im September 1972 offiziell mit dem Namen Gropiusstadt bezeichnet. Mit den folgenden in verschiedenen Bauabschnitten ausgeführten Wohnbauten entstanden neue Straßen, teilweise unter Veränderung der Trassen vorhandener Wege, aber meist als neuangelegte Straßen über stillgelegte landwirtschaftliche Nutzflächen. Typisch für Gropiusstadt ist die Vielzahl von Wegen durch die mit Wohngebäuden bebauten Flächen. In den 1970er Jahren und bedingt durch die Ausführung von Neubauten auf freiem Land stehen die Gebäude auf Flächen und nicht wie traditionell entlang der Straßenränder. Die Siedlung im heutigen Ortsteil wurde in den 1960er und 1970er Jahren auf Acker- und Brachflächen der Buckower Gemarkung, Flächen von Rudow und teilweise nach Britz hinein gebildet. Die Planbezeichnung „BBR-Stadt“ (für das Baureserveland „Berlin-Buckow-Rudow“) steht zunächst für die Anlage dieser „Großsiedlung Gropiusstadt“. 40 Jahre nach Beginn der Bebauung 1962 mit dem ersten Bauabschnitt und 30 Jahre nach der Namenswahl für die Großsiedlung beschloss der Bezirk Neukölln im Jahr 2002 die Bildung eines eigenen Ortsteils für die „Großsiedlung Gropiusstadt“. Der Ortsteil Buckow wurde dabei in zwei Teile zerschnitten. Zudem sind für die Entwicklung der Großsiedlung die auf „-weg“, „-pfad“, „-zeile“ oder „-steig“ endenden Straßennamen anzumerken, die eher auf fußläufige Verbindungen verweisen könnten. Andererseits bringt die mehrfach vorhandene Bezeichnung „-allee“ den Hinweis auf das Konzept einer „grünen Stadt“.
Zum Hauptstraßensystem des Ortsteils gehören die Johannisthaler Chaussee mit 1050 Metern als übergeordnete (Kategorie II des Straßenentwicklungsplans) Straße und die Fritz-Erler-Allee (2490 Meter) als regionale Hauptstraße im Übergeordneten Straßennetz von Berlin. Kölner Damm (1190 Meter) und Lipschitzallee (1450 Meter) besitzen den Rang von Ergänzungsstraßen. Die Johannisthaler Chaussee bietet über den Teltowkanal hinweg den Anschluss an die A 113, deren Lage bietet weitere Anschlussstellen mit einem Abstand von vier bis fünf Kilometer vom Ortsteil aus.

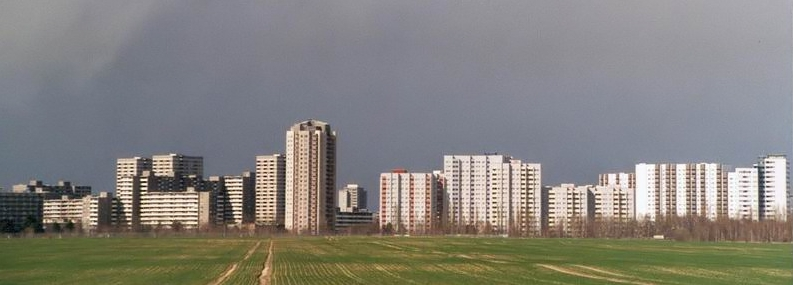
Typische Stadtansicht der Gropiusstadt von Süden

Der Ortsteil grenzt mit der Stadtgrenze im Süden an Brandenburg (Gemeinde Großziethen). Östlich von Am Buschfeld ist der Nachbarortsteil dann Buckow I, der Kölner Damm, dessen Straßenland zum Ortsteil gehört und über die Johannisthaler Chaussee mit der Tischlerzeile und der Severingstraße, deren Straßenland zum Ortsteil gehören, wechselt der Nachbarortsteil zu Britz. Weiter nordwärts am Ostrand des U-Bahn-Betriebshofs verläuft die Ortsteilgrenze zur Fritz-Erler-Allee, ausgenommen ein Südzipfel Otto-Wels-Ring/Imbuschweg/Zadekstraße, der zu Buckow II gehört. Ab Efeuweg ist Rudow der Nachbarortsteil, die Grenze des Ortsteils verläuft am Südrand der Neuköllner Straße und der Westseite des Zwickauer Damms und letztlich an der ehemaligen Industriebahn wiederum zur Stadtgrenze, wobei das Rudower Wäldchen ebenfalls zu Gropiusstadt gehört.

## Übersicht der Straßen und Plätze
Die nachfolgende Tabelle gibt eine Übersicht über die vorhandenen Straßen und Plätze im Ortsteil sowie einige dazugehörige Informationen.
- Name/Lage: aktuelle Bezeichnung der Straße oder des Platzes. Über den Link Lage kann die Straße oder der Platz auf verschiedenen Kartendiensten angezeigt werden. Die Geoposition gibt die Lage der ungefähren Mitte der Straßenlänge an.
- Im amtlichen Straßenverzeichnis nicht aufgeführte Verkehrswege sind mit * gekennzeichnet.
- Ehemalige oder nicht mehr gültige Straßennamen sind kursiv gesetzt. Für bedeutende ehemalige Straßen oder historische Straßennamen ist gegebenenfalls eine gesonderte Liste vorhanden.
- Länge/Maße in Metern:
Die in der Übersicht enthaltenen Längenangaben sind  gerundete Übersichtswerte, die in Google Earth mit dem dortigen Maßstab ermittelt wurden. Sie dienen Vergleichszwecken und werden, sofern amtliche Werte bekannt sind, ausgetauscht und gesondert gekennzeichnet.
Bei Plätzen sind die Maße in der Form a × b für rechteckige Anlagen und für (ungefähr) dreieckige Anlagen als a × b × c mit a als längster Seite angegeben.
Sofern die Straße auch in benachbarte Ortsteile weiterführt, gibt der Zusatz ‚im Ortsteil‘ an, wie lang der Straßenabschnitt innerhalb des Ortsteils dieses Artikels ist.
- Namensherkunft: Ursprung oder Bezug des Namens.
- Anmerkungen: weitere Informationen über anliegende Baudenkmale oder Institutionen, die Geschichte der Straße und historische Bezeichnungen.
- Bild: Foto der Straße oder eines anliegenden Objektes.

| Name/Lage                      | Länge/Maße (in Metern)   | Namensherkunft | Datum der Benennung | Anmerkungen | Bild |
| ------------------------------ | ------------------------ | --- | ------------------- | --- | --- |
| Agnes-Straub-Weg (Lage)        | 0320                     | Agnes Straub (1890–1941), Schauspielerin | 20. Mai 1966        | Die Straße in der Trasse von Straße 501 des Bebauungsplans geht südwärts als Sackgasse von der Fritz-Erler-Allee in Richtung zum U-Bahnhof Zwickauer Damm. Das südliche Ende ist ein Platz von 80 × 40 Quadratmetern mit Parkflächen. Die Beschreibung der errichteten Bauten findet sich in der Begründung des Bebauungsplans. Vor der Bebauung befanden sich hier landwirtschaftliche Nutzungsflächen. | Agnes-Straub-Weg · Berlin-Gropiusstadt Agnes-Straub-Weg                                                                                         |
| Anna-Nemitz-Weg (Lage)         | 0420                     | Anna Nemitz (1873–1962), Politikerin (SPD) | 1. März 1972        | Der Weg ist im amtlichen Verzeichnis als Fußweg geführt Er führt zwischen den Wohnhäusern westlich der Wermuthstraße und östlich vom Kirschnerweg hindurch und liegt zwischen Kirschnerweg und der Promenade in der Trasse des Wildmeisterdamms. | Berlin-Gropiusstadt Anna-Nemitz-Weg |
| Anna-Siemsen-Weg (Lage)        | 0150                     | Anna Siemsen (1882–1951), Pädagogin | 25. Sep. 1966       | Im Bebauungsplan ist die Straße 510 projektiert. Die Fahrstraße geht nach Westen vom Löwensteinring ab und erschließt die Wohnhäuser und bietet die Zufahrt zum Gaudiweg. Der westliche Abschluss der Straße ist ein runder (nicht kreisrunder) Platz, von dem beschrankte Zufahrten in westlichere Grundstücke, insbesondere dortige Parkplätze führen. | Berlin-Gropiusstadt Anna-Siemsen-Weg |
| Bat-Yam-Platz (Lage)           | 0090 × 70                | Bat Jam, Stadt in Israel, Partnerstadt von Neukölln seit 1972                                                                                                | 26. Mai 1981        | Der Platz grenzt nördlich an den Lipschitzplatz am U-Bahnhof Lipschitzallee. Er bildet mit dem Lipschitzplatz eine städtebauliche Einheit und ist für Radfahrer und Fußgänger zugänglich. Den Platz kreuzt in Nord-Süd-Richtung der Hörsingsteig und in Ost-West-Richtung die Promenade auf der Trasse des vormaligen Wildmeisterdamms. Die Adresse „Wildmeisterdamm 170“ östlich am Bat-Yam-Platz gilt für die Spiel- und Bolzplätze im Grünzug oberhalb der U-Bahn-Linie U7 zwischen den Häusern von Kirschnerweg (westlich) und Kirchensteinerweg (östlich). Im Norden wird das Quadrat des Platzes von den Gebäuden Walter-Franck-Zeile 10a (östlich) und 12 (westlich) begrenzt, im Süden bilden der Jugendclub auf der Lipschitzallee 66 (südwestlich) und das Gebäude 68a im Südosten den Rahmen für den Platz. | Berlin-Gropiusstadt Bat-Yam-Platz · Berlin-Gropiusstadt Bat-Yam-Platz                                                                           |
| Baumläuferweg (Lage)           | 0060 (im Ortsteil)       | Baumläufer, Vogelart | 16. Aug. 1928       | Die Grundstücke 55 und 57 mit der Jungfernmühle sowie die gegenüberliegenden Grundstücke 54 und 56 liegen im Ortsteil zwischen Goldammerweg und Ortsteilgrenze, die den Weg quer schneidet. Nach Nordwesten führt der Weg weiter nach Buckow II zur Zadekstraße. Der Baumläuferweg gehört zunächst zu Buckows Bebauungsplan als Straße 13 bis 1967 zwischen Triftweg (heute Zadekstraße) und Heroldweg. Mit dem Bau der Lipschitzallee 1968 fiel letzterer weg, zumal der Teil zwischen Goldammerstraße und Heroldweg nicht bebaut war. Am 1. Oktober 1967 wurde der von der Lipschitzallee nach Westen führende Abschnitt von Straße 519 und am 1. Dezember 1967 der Teil der Straße 519 zwischen Hirtsieferzeile und Goldammerstraße einbezogen. 1970 wurde der Weg durch Neuplanung und Überbauung wieder im Gropiusstädter Teil an der Goldammerstraße verkürzt. Die 1892 erbaute und 1992/1993 sanierte und umgebaute Jungfernmühle Baumläuferweg 57 ist seit 1971 in der Liste der Berliner Baudenkmale aufgenommen und eines von drei Baudenkmalen im Ortsteil. | Berlin-Gropiusstadt Baumläuferweg Jungfernmühle                                                                                                 |
| Bohm-Schuch-Weg (Lage)         | 0210                     | Clara Bohm-Schuch (1879–1936), Politikerin (SPD) | 1. Feb. 1966        | Diese ruhige Zufahrtsstraße der anliegenden drei- und eingeschossigen Wohnhäuser geht nach Osten von der Severingstraße ab und biegt in der Hälfte ihrer Länge nach Norden ab. Die Straße schließt mit einem Wendeplatz ab. Nach Bebauungsplan wurde sie als Straße 498 projektiert. | Berlin-Gropiusstadt Bohm-Schuch-Weg |
| Efeuweg (Lage)                 | 0240 (im Ortsteil)       | Efeu, eine Kletterpflanze | 16. Aug. 1928       | Die Westseite des Efeuwegs liegt im Ortsteil gegenüber der Wutzkyallee zwischen der Fritz-Erler-Allee und der (abbiegenden) Ortsteilgrenze, nordwärts führt ein unbenannter Fußweg am degewo-Sportplatz weiter. Die Grundstücke 28 (Sporthalle), 34 (Walt-Disney-Schule), 38 (Liebig-Schule) auf der Westseite der Straße liegen im Ortsteil und wurden bei der Bildung von Gropiusstadt einbezogen und aus Rudow ausgegliedert. Für das Gebiet wurde 1973 der Bebauungsplan XIV-172 erstellt. Der Efeuweg wurde 1928 in Rudow angelegt und ist im Adressbuch 1929 zwischen Buckower Chaussee (in Rudow auch Straße 2) und Neuköllner Straße über den Maßliebweg, nördlich vom Städtischen Friedhof Neukölln notiert. Auf der heutigen Rudower Seite befinden sich fünf Wohnhäuser, auf der Gegenseite befindet sich die Friedhofsgärtnerei (Eigentümer ist die Stadt Berlin). 1922 ist die vorherige Planstraße D1 auf der Karte in ihrer heutigen Lage (aber komplett zu Rudow gehörig) verzeichnet. Im Adressbuch 1925 ist die Straße D mit drei bebauten Grundstücken und der Friedhofsgärtnerei, 1928 als Straße D1 jeweils zur Gemarkung Rudow gehörend aufgeführt. Der westlich am Efeuweg liegende Schulkomplex wurde in den 2010er Jahren als neuer Bildungsstandort gestaltet. Ursprünglich war die Wutzkyallee bis an den Eckpunkt des Efeuwegs vorgesehen. | Berlin-Gropiusstadt Efeuweg · Berlin-Gropiusstadt Efeuweg                                                                                       |
| Eugen-Bolz-Kehre (Lage)        | 0180                     | Eugen Bolz (1881–1945), Politiker (Zentrum), Widerstandskämpfer gegen den Nationalsozialismus                                                                | 1. Okt. 1967        | Die Straße auf der Trasse von Straße 520 des Bebauungsplans geht als Sackgasse nordostwärts von der Fritz-Erler-Allee in die Tempo-30-Zone des Wohngebiets zwischen Goldammerweg und Lipschitzallee. Das Wohngebiet wird vom Goldammerweg nach Südwest durch die Hirtsieferzeile erschlossen. Im Jahr 1953 lag auf dieser Fläche in Buckow noch Ackerland. | Berlin-Gropiusstadt Eugen-Bolz-Kehre |
| Feuchtwangerweg (Lage)         | 0170                     | Lion Feuchtwanger (1884–1958), Schriftsteller | 1. Juli 1969        | Vorher als der nach Osten führende Abschnitt der Straße 546 des Bebauungsplans angelegt liegt er als Sackgasse vom Theodor-Loos-Weg nach Osten und endet in Höhe Harry-Liedtke-Pfad an einem Wendeplatz einige Meter vor dem Zwickauer Damm, zu dem er durch eine hüfthohe Mauer abgesperrt ist. Optisch setzt er den Theodor-Loos-Weg vor dessen Bogen nach Norden fort. | Berlin-Gropiusstadt Feuchtwangerweg |
| Friedrich-Kayßler-Weg (Lage)   | 0460                     | Friedrich Kayssler (1874–1945), Schauspieler | 1. Dez. 1967        | Die Straße liegt zwischen Wutzkyallee und dem Ostrand des Rudower Wäldchens und geht hier nach Westen als Sollmannweg weiter auf der im Bebauungsplan projektierten Trasse der Straße 504. Zu der vierspurigen Straße gehören als Adresse die zwei Grundstücke 3 und 5, die mit neungeschossigen Wohnhäusern bebaut sind. Die Straße ist für Kraftfahrzeuge über 3,5 t (Zeichen 263) ausgenommen Anlieger (Zeichen 1020–30) gesperrt. Als Zugangsstraße wird sie durch die südlich abgehende Walter-Frank-Zeile ergänzt. An der Nordseite führt der Grünzug oberhalb der U-Bahn-Linie U7 ohne Grundstücke entlang. | Berlin-Gropiusstadt Friedrich-Kayßler-Weg |
| Fritz-Erler-Allee (Lage)       | 2020 + 450 (im Ortsteil) | Fritz Erler (1913–1967), Politiker (SPD) | 22. Feb. 1968       | Die Straße 484 des Bebauungsplans wurde als zentrale Straße für die Großsiedlung auf der BBR-Baureservefläche im Bezirk Neukölln (zum Zeitpunkt der Benennung im Ortsteil Buckow) trassiert. Sie wurde auf der Führung des Einsiedlerwegs und dem Ostabschnitt des Wildmeisterdamms angelegt. Die Fritz-Erler-Allee liegt zwischen Gutschmidtstraße / Grüner Weg und Neuköllner Straße. Außer dem in Buckow 2 liegenden Abschnitt zwischen Juchaczweg und Zadekstraße gehört das Straßenland zum Ortsteil, zu dem liegt das in diesem Abschnitt liegende Seniorenwohnhaus nicht im Ortsteil. Zu Gropiusstadt gehören die geraden Grundstücke der Südseite 2–16 (12 existiert nicht), 26–32, 48–62 (54 und 56 fehlen), 86–154 (92, 96, 106, 108, 118 fehlen und 122, 124 und 126 sind mit dem Zusatz „a“ geteilt), 160, 170–180 und 190, auf der Straßennordseite mit den ungeraden Grundstücken liegen 47–53 und 93–109 (95 und 97 fehlen). Die Nummerierung der Grundstücke und Gebäude an der Straße ist nicht durchgehend insbesondere gehört die Nordseite zwischen Grüner Weg und Zadekstraße und zwischen Johannisthaler Chaussee und Goldammerweg zu Buckow. Die Grundstücke 155–197 auf der Nordseite zwischen Efeuweg und Neuköllner Straße liegen in Rudow. Vom Eckpunkt mit der Lipschitzallee liegt auf dem Dreieckareal mit der Promenade (vormals Wildmeisterweg) das IDEAL-Hochhaus auf dem Grundstück der Fritz-Erler-Allee 120. Seit der Bildung des Ortsteils Gropiusstadt verläuft die Ortsteilgrenze mehrfach an der Straßennordseite entlang, außer zwischen Juchaczweg und Zadekstraße (gesamte Straße in Buckow 2) und zwischen Zadekstraße und Johannisthaler Chaussee sowie Goldammerstraße und Efeuweg gehört die gesamte Straße zum Ortsteil.                            | Berlin-Gropiusstadt Fritz-Erler-Allee · Berlin-Gropiusstadt Fritz-Erler-Allee · Berlin-Gropiusstadt Fritz-Erler-Allee                           |
| Gansbergsteig (Lage)           | 0260                     | Fritz Gansberg (1871–1950), Pädagoge | 1. Juni 1977        | Die Straße ohne zugeordnete Grundstücke liegt mit einem rechtwinkligen Knick zwischen Löwensteinring und Walter-May-Weg auf der Trasse des Wegs 529 nach Bebauungsplan. In der amtlichen Liste ist im zwar die RBS-Klasse Straße zugeordnet, aber nach OKSTRA-Klasse ist er als Fußweg geführt und besitzt die Berliner Straßennummer 5479, im Straßenentwicklungsplan besitzt er die Stufe V (sonstige Straßen). Der fünf Meter breite Fahrweg ist vom Löwensteinring mit einem Straßennamensschild ausgezeichnet, besitzt hier aber sperrende Verkehrspfosten, vom Ende des Walter-May-Wegs ist ebenfalls ein Straßennamensschild für den Gansbergsteig vorhanden und eine Einfahrt ist möglich. Die am nördlichen Abschnitt liegenden beiden 13-geschossigen Wohnhäuser sind dem Löwensteinring als Hausnummer 5 und 7 zugeordnet. | Berlin-Gropiusstadt Gansbergsteig |
| Gaudigweg (Lage)               | 0120                     | Hugo Gaudig (1860–1923), Pädagoge | 1. Aug. 1967        | Nach Bebauungsplan als Straße 438 projektiert geht die Straße vom Anna-Siemsen-Weg nach Süden ab. Die schmale Straße mit einseitiger Parknutzung bietet Zugang zu den anliegenden Einfamilienreihenhäusern auf den Grundstücken 1–25 und 2–24, die durch abzweigende abgezäunte Privatstraßen erschlossen sind. | Berlin-Gropiusstadt Gaudigweg |
| Goldammerstraße (Lage)         | 0690 (im Ortsteil)       | Goldammer, Vogelart | 9. Juni 1933        | Im Ortsteil liegt das Straßenland ab Grundstück 36 (auf der geraden Seite) und die gesamte Ostseite der Straße mit den Wohnbauten zur Egon-Bolz-Kehre und Hirtsieferzeile hin. Das südwestliche Straßenland und die Grundstücke 38–64 (gerade) gehören zu Buckow II. Die Straße ist 1933 in Buckow nach Bebauungsplan als Straße 17 angelegt worden und wurde zeitweise Gärtnereistraße nach der benachbarten Neuköllner Stadtgärtnerei benannt. Die Straße verlief bis 1967 zwischen Stieglitzweg und Rudower Straße. 1968 wurde sie westwärts bis zur im selben Jahr angelegten und benannten Fritz-Erler-Allee verlängert. 1969 fiel der unbebaute Teil zwischen Baumläuferweg und Rudower Straße weg. 1970 entstand der noch heute vorhandene bogenförmige Verlauf zwischen Baumläuferweg und Lipschitzallee, der insbesondere die Hirtsieferzeile erschließt und die neungeschossigen Wohnbauten in Gropiusstadt. | Die Jungfernmühle liegt am nordwestlichen Bogen des Goldammerwegs · Berlin-Gropiusstadt Goldammerstraße · Berlin-Gropiusstadt Goldammerstraße   |
| Harry-Liedtke-Pfad (Lage)      | 0380                     | Harry Liedtke (1882–1945), Schauspieler | 1. Sep. 1967        | Der Weg ist im amtlichen Verzeichnis als Fußweg geführt Er liegt ohne zugeordnete Grundstück nahezu in Nord-Süd-Lage zwischen Feuchtwangerweg und Horst-Caspar-Steig (Grundstück 1 und 5), westlich der Schule am Zwickauer Damm. Nach der Planung des Bebauungsplans war er vorher mit 120 Metern der nach Norden führende Abschnitt des Wegs 533 zu dem am 1. Dezember 1967 der nach Süden führende Abschnitt von Weg 533 hinzugenommen in Harry-Liedtke-Pfad benannt. Am 1. April 1970 wurde der Weg 526 einbezogen. | Berlin-Gropiusstadt Harry-Liedtke-Pfad |
| Hirtsieferzeile (Lage)         | 0320                     | Heinrich Hirtsiefer (1876–1941), Politiker (Zentrum) | 1. Okt. 1967        | Die Straße auf der Trasse von Straße 521 des Bebauungsplans geht als Sackgasse südwestwärts vom Goldammerweg in die Tempo-30-Zone des Wohngebiets zwischen Fritz-Erler-Allee, Goldammerweg und Lipschitzallee. Das Wohngebiet wird von Süd her durch die Eugen-Bolz-Kehre erschlossen im Jahr 1953 befand sich auf dieser Fläche in Buckow noch Ackerland. | Berlin-Gropiusstadt Hirtsieferzeile |
| Hochspannungsweg (Lage)        | 0170                     | Trasse der ehemaligen Hochspannungsleitung Adlershof-Marienfelde                                                                                             | 9. Juni 1933        | Der Weg ist im amtlichen Verzeichnis als Fußweg geführt. Im Ortsteil liegt er zwischen Severingstraße (Ortsteilgrenze zu Britz) und dem Neuköllner Grünzug oberhalb der U-Bahn-Linie U7, westlich vom Otto-Wels-Ring. Der Hochspannungsweg in der ehemaligen Leitungstrasse liegt nach Osten in Buckow 2 und Britz und nach Westen in Buckow 1 und lag in Mariendorf und Marienfelde. Der hier liegende Fußweg ist Bestandteil der Trasse von Straße 65 des Bebauungsplans. Am Ostende geht er zu den Spiel-, Sport- und Bolzplätzen über, Grundstücke sind nicht zugeordnet. | Berlin-Gropiusstadt Hochspannungsweg |
| Höltermannsteig (Lage)         | 0530                     | Karl Höltermann (1894–1955), Politiker (SPD) | 1. Aug. 1965        | Der Weg ist im amtlichen Verzeichnis als Fußweg geführt Der Gehweg in der Plantrasse von Weg 488 des Bebauungsplans liegt zwischen Fritz-Erler-Allee (gegenüber dem Kormoranweg) und Johannisthaler Chaussee (nahe dem U-Bahnhof) und in Nord-Süd-Lage ist er der zentrale Weg im Wohngebiet des Otto-Wels-Rings. | Berlin-Gropiusstadt Höltermannsteig |
| Hörsingsteig (Lage)            | 0330                     | Otto Hörsing (1874–1937), Politiker (SPD) | 1. Juli 1972        | Der Hörsingsteig liegt zwischen dem Ende des Walter-May-Wegs und der Hugo-Heimann-Straße, durch den Verlauf über den Bat-Yam-Platz und den Lipschitzplatz und im Hinterland des U-Bahnhofs Lipschitzallee ist der Nordabschnitt allerdings nicht wirklich vorhanden, obwohl er vor Ort durch Namensschilder markiert ist. Grundstücke sind diesem amtlich als Straße geführten Weg nicht zugeordnet. Der Fußweg durch eine Grünfläche geht südlich von der Einbahnstraße Hugo-Heinemann-Straße (Nordabschnitt) durch die anliegenden sechsgeschossigen Wohnhäuser von Hugo-Heinemann-Straße (3–33, ungerade) und Kölner Damm (6–32, gerade) zum Westabschnitt der Hugo-Heinemann-Straße. Nach Bebauungsplan wurden zunächst Gehweg 530 und der Weg 534 benannt. Am 1. Mai 1973 wurde ein Teilstück des Wegs 529 und am 1. Januar 1974 ein weiterer Abschnitt des Gehwegs 529 einbezogen. | Berlin-Gropiusstadt Hörsingsteig |
| Horst-Caspar-Steig (Lage)      | 0610                     | Horst Caspar (1913–1952), Schauspieler | 30. Mai 1967        | Der ungefähr sieben Meter breite Fußweg liegt im Grünzug oberhalb der U-Bahn-Linie U7 zwischen den Bahnhöfen Wutzkyallee am Rotraut-Richter-Platz und nahe dem Zwickauer Damm mit Anschluss an den Agnes-Straub-Weg. Als postalische Adresse sind die Grundstücke Horst-Caspar-Steig 1–29 (ungerade) an der Nordseite (südlich vom Käthe-Dorsch-Ring) und 2–34 (gerade) an der Südseite zugeordnet, die Grundstücke sind mit viergeschossigen Wohnhäusern gleichen Typs bebaut. Zunächst wurde der nach Westen führende Abschnitt des Wegs 523 des Bebauungsplans angelegt und benannt. Am 1. Januar 1969 wurde in einer Länge von 160 Metern der nach Osten führende Teil des Wegs 523 auch in Horst-Caspar-Steig benannt. | Wohnbebauung am Horst-Caspar-Steig · Berlin-Gropiusstadt Horst-Caspar-Steig                                                                     |
| Hugo-Heimann-Straße (Lage)     | 0620                     | Hugo Heimann (1859–1951), Politiker (SPD) | 1. Sep. 1969        | Die Straße liegt als Einbahnstraße in einer Tempo-30-Zone von der Lipschitzallee (nähe U-Bahnhof Lipschitzallee) zum Kölner Damm in einem rechtwinkligen Verlauf. Am westlichen Straßenabschnitt befinden sich die Hugo-Heimann-Grundschule (Nr. 20), eine Kita (Nr. 22) und ein Sportplatz (Nr. 24) auf der westlichen Straßenseite. Sie umschließt die Wohnhäuser und Wohnhochhäuser zum Kölner Damm hin, deren Innenzugang über den Hörsingsteig erfolgen kann. Auf der Nordseite des Nordabschnitts von der Lipschitzallee her liegt die Katholische Schule St. Marien neben der St. Dominicus-Kirche. Weiter westlich vom Hörsingsteig ab folgen die Grundstücke 8 und 10 (Rathauscenter) und die Wohnhäuser 14, 16 und 18 auf dem Gelände südlich vom Grünzug oberhalb der U-Bahn-Linie U7. Angelegt und benannt wurden der nach Norden führende Abschnitt, Straße 489, und der in einem Bogen nach Osten führende Abschnitt der Straße 515 des Bebauungsplans. | Berlin-Gropiusstadt Hugo-Heinemann-Straße |
| Imbuschweg (Lage)              | 0190 (im Ortsteil)       | Heinrich Imbusch (1878–1945), Politiker (Zentrum), Widerstandskämpfer gegen das NS-Regime                                                                    | 1. Aug. 1965        | Seit 1928 bestand in der Trasse des Imbuschwegs die Siedlungsstraße Auerhahnweg. Die Straße 68 des (damaligen) Bebauungsplans als östliche Querstraße des Triftwegs in Buckow war nach dem Auerhahn wie die umgebenden Straßen nach bekannten Vogelarten benannt. Durch die Bebauung veränderte sich die Trassenführung, und der Auerhahnweg wurde 1965 ab der Straße 485 (heute: Otto-Wels-Ring) in Imbuschweg umbenannt und am 1. Februar 1966 wurde die Straße 486 einbezogen. Mit der Bildung des Ortsteils Gropiusstadt wurde die Ortsteilgrenze so gezogen, dass der Imbuschweg südwestlich der Zadekstraße mit den Grundstücken 24–30 (gerade) und 39, 40, 41 zum Ortsteil gehört. Die Wohnhäuser 24–28 und das Ergänzungsparkhaus auf Grundstück 30 liegen dabei westlich vom Parkhaus der Gropiuspassagen zwischen Imbuschweg und Johannisthaler Chaussee. Der Imbuschweg kreuzt nordöstlich der Gropius Passagen den Johannisthaler Damm, am Ende dieses südlichen Abschnitts befindet sich ein großzügiger Wendeplatz mit einem zentralen Blumenrondell. Das Grundstück 39 ein 15-geschossiges Doppelwohnhochaus liegt östlich, die 40 westlich (hinter den Gropius Passagen) östlich davon. Das Grundstück 41 zwischen einem Mieterparkplatz südlich am Wendeplatz und der Karsenzeile ist mit einem Flachbau bebaut, der als Kundenzentrum der GEHAG Gropiusstadt/Britz genutzt wird. Der östliche Abschnitt der Straße mit dem Straßenland und den (nördlichen) Grundstücken 23–31b gehört zu Buckow. Die Grundstücke 1–22 gibt es nicht, sie sind von den Gebäuden am Otto-Wels-Ring überbaut. | Berlin-Gropiusstadt Imbuschweg |
| Joachim-Gottschalk-Weg (Lage)  | 0230                     | Joachim Gottschalk (1904–1941), Schauspieler, Opfer des NS-Regimes                                                                                           | 1. Dez. 1967        | Vorher als Stichstraße 503 nach Bebauungsplan trassiert wurde die Straße mit den umgebenden Straßen des Bauabschnitts angelegt und benannt. Die Straße verläuft südlich vom Wutzky-Center und geht als Sackgasse gegenüber der Hermann-v.-Helmholtz-Oberschule nach Osten von der Wutzkyallee ab. Sie endet in einer Schleife um den Parkplatz für Wutzky- und Gemeindezentrum. Zur Straße gehören die Grundstücke 1–11, 21, 37–41 (ungerade) und 2–14 (gerade). Das Haus 1 ist ein 26-geschossiges Doppelwohnhaus der degewo und 21, 37 und 39 gehören zum Wutzkycenter, die Grundstücke 3–11 (ungerade) sind Pavillons die das Wutzkycenter ergänzen. Im Haus 41 ist eine Kita mit Umfeld östlich an das Wutzkycenter anschließend. Die gerade nummerierten Grundstücke sind Wohnhäuser verschiedenen Typs. Das Hochhaus am Joachim-Gottschalk-Weg 1 wird das erste komplett mit Glasfaserkabeln ausgestattete Gebäude in der südlichen Gropiusstadt. | Wohnhochhaus Ecke Wutzkyallee · Berlin-Gropiusstadt Joachim-Gottschalk-Weg                                                                      |
| Johannisthaler Chaussee (Lage) | 1230 (im Ortsteil)       | Johannisthal, Ortsteil des Bezirks Treptow-Köpenick | vor 1911            | Die Johannisthaler Chaussee in ihrer gesamten Länge liegt zwischen Königsheideweg und Alt-Buckow/Buckower Damm es ist die historische Verbindung von Buckow zur Königsheide in Johannisthal, die über Buckow westwärts bis nach Mariendorf, Marienfelde und Lichtenrade zwischen den Teltowdörfern bestand. Die Abschnitte der Straßen wurden teilweise ergänzt, beispielsweise durch die umbenannte Bahnhofstraße von Buckow oder 1929 durch das Einbeziehen des Treptower Abschnitts. Mit dem Ausbau der Großsiedlung Gropiusstadt wurde sie zur Magistrale durch den Ortsteil verbreitert. Hier liegt sie zwischen Kölner Damm und Fritz-Erler-Allee mit Straßenland und den Grundstücken auf beiden Seiten, auf der nordöstlichen Straßenseite gehören die Grundstücke über den Stieglitzweg noch dazu. Westlich vom Kölner Damm gehört sie zu Buckow 1, stückweise zu Britz 365, und nach Osten führt sie durch Buckow 2 (Buckow-Ost) und wechselt am Glockenblumenweg nach Rudow und am Teltowkanal nach Baumschulenweg. Das Einkaufszentrum für Gropiusstadt, die „Gropius Passagen“, liegen zentral am zum Ortsteil gehörenden Straßenabschnitt. Die Straße ist ihrer Bedeutung entsprechend 40 Meter breit ausgebaut mit drei Spuren in jede Fahrtrichtung, einem fünf Meter breiten begrünten Mittelstreifen, Radwegen auf beiden Seiten und breiten Gehwegen. Die Johannisthaler Chaussee gehört zu den übergeordneten Straßenverbindungen Berlins. Die Grundstücke 258–264 und 292–372 (gerade) sowie 273–365 (ungerade) liegen im Ortsteil, wobei mehrere Grundstücke unter der gleichen Nummer zusammengefasst sind. | Westecke der Passagen an der Johannisthaler Chaussee · Berlin-Gropiusstadt Johannisthaler Chaussee                                              |
| Karsenzeile (Lage)             | 0360                     | Fritz Karsen (1885–1951), Pädagoge | 1. Dez. 1968        | Der Weg ist im amtlichen Verzeichnis als Fußweg ohne zugeordnete Grundstücke geführt und liegt in Ost-West-Lage zwischen Imbuschweg (an den Gropiuspassagen) und Löwensteinring (an dessen östlichem Abschnitt). Nach Bebauungsplan ist es die Trasse der öffentlichen Fußwege 524 und 528. Die Zeile führt südlich an der Walter-Gropius-Schule vorbei. | Berlin-Gropiusstadt Karsenzeile |
| Käthe-Dorsch-Ring (Lage)       | 0510                     | Käthe Dorsch (1890–1957), Schauspielerin | 20. Mai 1966        | Die Straße im Südosten des Ortsteils (vormals Rudow) nördlich der U-Bahn-Trasse geht im Bogen nach Süden vom östlichen Abschnitt der Fritz-Erler-Allee ab. Im Bebauungsplan trägt sie die Bezeichnung Straße 500. Die Grundstücke des Ringes sind mit ihren Eigentümern im Bebauungsplan 108 beschrieben und lassen sich dort nachlesen. Vor der Bebauung befanden sich hier landwirtschaftliche Nutzungsflächen. Die Bebauung des Ringes liegt im Gebiet zwischen Wutzkyallee, Agnes-Straub-Weg und südlich durch den Horst-Caspar-Steig. | Berlin-Gropiusstadt Käthe-Dorsch-Ring |
| Kerschensteinerweg (Lage)      | 0160                     | Georg Kerschensteiner (1854–1932), Pädagoge | 1. Aug. 1967        | Die als Straße 439 des Bebauungsplans angelegte Straße geht als Sackgasse nach Süden vom Löwensteinring ab. Sie ist die Zufahrtsstraße zu den Grundstücken 1–17 (ungerade) und 2–18 (gerade), die am Südende der Straße zu beiden Seiten um den hier liegenden Wendeplatz liegen. An der westlichen Seite am nördlichen Beginn der Sackgasse liegt eine geschützte Grünfläche. | Berlin-Gropiusstadt Kerschensteinerweg |
| Kirschnerweg (Lage)            | 0460                     | Martin Kirschner (1842–1912), Oberbürgermeister von Berlin                                                                                                   | 1. Dez. 1967        | Die Straße ist eine Sackgasse; den Abschluss bildet ein Wendehammer. Als Stichstraße von der Johannisthaler Chaussee nahe dem gegenüberliegenden U-Bahnhof und neben den Gropius Passagen geht sie nach Südost ab. Von der Zufahrtsstraße werden die Wohnhochhäuser und Dreigeschosser südwestlich vom Grünzug oberhalb der U-Bahn-Linie U7 auf den Grundstücken 1–37 und 2–42 erschlossen. Von dieser Straße biegt südlich von den Passagen der Martin-Luther-King-Weg nach Osten und gegenüber der Anna-Nemitz-Weg nach Südwest ab. Sie ist als Tempo-30-Zone ausgewiesen. Bei der Planung für die Gropiusstadt (auf der Baureservefläche BBR = Berlin-Buckow-Rudow) wurde neben dem geplanten U-Bahn-Verlauf die Straße 512 des Bebauungsplans trassiert. | Berlin-Gropiusstadt Kirschnerweg · Berlin-Gropiusstadt Kirschnerweg                                                                             |
| Kölner Damm (Lage)             | 1420 (im Ortsteil)       | Köln, Stadt in Nordrhein-Westfalen, Partnerstadt des Bezirks Neukölln                                                                                        | 1. Sep. 1969        | Der Kölner Damm zwischen Johannisthaler Chaussee und Lipschitzallee bildet (ausgenommen das östlichste Stück) die Ortsteilgrenze und liegt parallel zur Trasse der Neukölln-Mittenwalder Eisenbahn (NME), die jedoch in Buckow liegt. Das Straßenland, einschließlich des südlichen Gehwegbereichs und die nördlichen Grundstücke liegen im Ortsteil, die Grenze zu Buckow verläuft am südlichen Straßenrand. Zudem gehört das östlich vom Wildhüterweg bis zur Ringslebenstraße (an der Kreuzung gegenüber der Lipschitzallee) gelegene Areal der Janusz-Korczak-Schule mit den Nebeneinrichtungen und die Kita auf dem Grundstück Wildhüterweg 2 südlich der NME zum Ortsteil. Mit der Bebauung der Baulandreserve BBR (Berlin-Buckow-Rudow) wurde die auf vormaligem Ackergelände gelegene Straße entlang der Bahnlinie zwischen der neugestalteten Johannisthaler Chaussee und der Straße 513 des Bebauungsplans (vormals: Wildmeisterdamm wie noch in Buckow benannt, heute: Wermuthweg) als Straße 489 Ende der 1960er Jahre neu angelegt. Am 15. Mai 1971 wurde der weitere Abschnitt der Straße 489 zwischen Hugo-Heimann-Straße und der Straße 409 einbezogen. Am 1. Mai 1977 erhielt die restliche Straße 489 ebenfalls den Namen. Köln ist eine der Partnerstädte des Bezirks Neukölln. Die Wohnbebauung am Kölner Damm ist niedriggeschossig, die Straße besitzt einen unterbrochenen grünen Mittelstreifen mit Bäumen und zwei zweispurige Fahrbahnen. Die südlich in Buckow begleitende Bahntrasse ist ein buschbewachsener Grünstreifen. | Berlin-Gropiusstadt Kölner Damm · Berlin-Gropiusstadt Kölner Damm                                                                               |
| Lenzelpfad (Lage)              | 0290                     | Josef Lenzel (1890–1942), Pfarrer, Widerstandskämpfer gegen den Nationalsozialismus                                                                          | 10. Dez. 1965       | Die Straße geht als Sackgasse und Privatstraße nach Westen von der Wutzkyallee ab. Es ist eine einfache Zugangsstraße zu den hier liegenden eingeschossigen Siedlungshäusern der Grundstücke 1–42 (nahezu fortlaufend). Die Straße erschließt so eine Einfamilienhaussiedlung gegenüber dem U-Bahnhof Wutzkyallee. Am Straßenbeginn (von der Wutzkyallee) befindet sich an der Nordseite eine Garagenreihe. | Berlin-Gropiusstadt Lenzelpfad |
| Lipschitzallee (Lage)          | 1430                     | Joachim Lipschitz (1918–1961), Politiker (SPD), Innensenator von West-Berlin                                                                                 | 11. Dez. 1966       | Südlich von der Kreuzung Lipschitz-/ Fritz-Erler-Allee liegt auf dem Dreieckareal mit der Promenade (vormals Wildmeisterweg) das IDEAL-Hochhaus auf dem Grundstück der Fritz-Erler-Allee 120. Denkmale in Berlin. Die Evangelische Dreieinigkeitskirche mit Gemeindehäusern und Pfarrhaus aus den Jahren 1969–1971 in der Lipschitzallee 7 (Rudower Straße 172, 176) ist als Baudenkmal in der Liste eingetragen. Ebenfalls ist die katholische St. Dominicus-Kirche in der Lipschitzallee 74 nach Entwürfen von Schädel und Jünemann seit 2008 in die Berliner Baudenkmalliste aufgenommen. Die Lipschitzallee ist im Ortsteil als ergänzende Hauptstraße geführt. | St. Dominicus-Kirche an der Lipschitzallee nahe U-Bahnhof · Berlin-Gropiusstadt Lipschitzallee Gropiushaus · Berlin-Gropiusstadt IDEAL-Hochhaus |
| Lipschitzplatz (Lage)          | 0050 × 50                | Joachim Lipschitz (1918–1961), Politiker (SPD), Innensenator von West-Berlin                                                                                 | 1. Juni 1975        | An der Lipschitzallee war in der Nähe der vorgesehenen U-Bahntrasse der Platz 572 projektiert. Mit der Fertigstellung des U-Bahnhofs wurde der Platz eingerichtet. Die Grundstücke am Lipschitzplatz sind der Lipschitzallee zugeordnet, im Südwesten der U-Bahnhof und Pavillons 72a und 72b, im Nordwesten auf 66 die Gebäude um den Jugendclub, an der Ostseite 68, 68a und 70 und 72. Der durch die Bebauung quadratische Platz wurde dabei im Nordteil durch den quadratischen Bat-Yam-Platz ergänzt. | Lipschitzplatz · Berlin-Gropiusstadt Lipschitzplatz                                                                                             |
| Löwensteinring (Lage)          | 0840                     | Kurt Löwenstein (1885–1939), Politiker (SPD) | 1. Aug. 1966        | Die Straße wurde im Bebauungsplan als Straße 509 trassiert. Sie führt von der und in 380 Metern zur Fritz-Erler-Allee im (weiten) Bogen nach Südwesten. Die Karsenzeile ist eine Querverbindung innerhalb dieses Rings. Zwischen diesem und der Fritz-Erler-Allee befindet sich in diesem Areal die Walter-Gropius-Schule (Fritz-Erler-Allee 86/88), eine Sporthalle und Sportplätze. Außerhalb des Rings und südwestlich von der Karsenzeile liegen die Wohngrundstücke mit Bauten verschiedenen Typs. | Berlin-Gropiusstadt Löwensteinring |
| Martin-Luther-King-Weg (Lage)  | 0150                     | Martin Luther King (1929–1968), Bürgerrechtler und Friedensnobelpreisträger                                                                                  | 1. März 1999        | Der kleine vom Kirschnerweg abgehende Weg erschließt die Gebäude und den Kirchbau der evangelischen Kirchengemeinde Gropiusstadt. Er entstand 1999 während des Baus der Gropius Passagen, deren Besitzer einen direkten Zugang zum U-Bahnhof Johannisthaler Chaussee für ihren Konsumtempel haben wollten. Dieses Vorhaben machte den Zugang zur Kirchengemeinde über die Johannisthaler Chaussee nicht mehr möglich, sodass der Bauherr des Einkaufszentrums mit den Kirchenoberen verhandeln musste. So entstand die jetzige Straßensituation. | Martin-Luther-King-Kirche mit Martin-Luther-King-Weg · Berlin-Gropiusstadt Martin-Luther-King-Weg                                               |
| Max-Pallenberg-Pfad (Lage)     | 0180                     | Max Pallenberg (1877–1934), Schauspieler | 1. Mai 1969         | Der Max-Pallenberg-Pfad wurde im Bauabschnitt südlich vom heutigen Wutzkycenter am Joachim-Gottschalk-Weg als öffentlicher Fußweg 525 des Bebauungsplans projektiert. Er liegt in Nord-Süd-Richtung zwischen Joachim-Gottschalk-Weg und Theodor-Loos-Weg und bietet sowohl den Zugang zu den innen gelegenen Wohnbauten des Gebietes als auch (nunmehr) den Zugang zu U-Bahnhof und Wutzkycenter. Der „Pfad“ ist amtlich als Straße der StEP-Klasse V (sonstige Straßen) und nach OKSTRA als Fußweg notiert. Die Wohnhäuser auf dem Areal entlang des Verlaufs sind nicht diesem zugeordnet, sondern haben postalische Adressen der anliegenden Straßen (die im Ortsteil als Quer- oder Anliegerstraßen „Weg“ heißen). In dieser Gliederung wird der Pfad dann nördlich vom Wutzkycenter und Rotraut-Richter-Platz vom Horst-Caspar-Steig fortgesetzt. Der vier Meter Weg ist mit Gehwegplatten belegt und von Süden durch Sperrpfosten abgetrennt und vom Norden befahrbar. | Berlin-Gropiusstadt Max-Pallenberg-Pfad |
| Neuköllner Straße (Lage)       | 0240 (im Ortsteil)       | Berlin-Neukölln, führt zum Ortsteil des gleichnamigen Bezirks Neukölln                                                                                       | 20. Nov. 1919       | Die Neuköllner Straße selbst mit dem gesamten Straßenland liegt zwischen Johannisthaler Chaussee und Ortskernumgehung Rudow im Nachbarortsteil und als Teil der B 179 eine Hauptstraße mit übergeordneter Bedeutung (StEP-Klasse II). Sie ist Teil der historischen Chaussee von Berlin nach Mittenwalde in Fortsetzung der Rudower Straße und trug im Stadtplan von 1911 in der Gemarkung Rudow den Namen Kaiser-Wilhelm-Straße. Vom Ortsteil wird sie nur von einigen Grundstücken 264–278 an der Südseite berührt, diese sind mit Wohnhäusern und liegen zwischen Fritz-Erler-Allee und Zwickauer Damm. 268–276a sind ein zusammenhängender elfgeschossiger Wohnblock, 264 und 266 mit einem fünf- elfgeschossigen in der Höhe gestaffelten Wohnhaus auf 278 ein Flachbau an der Ecke Zwickauer Damm hinter eine Reklametafelwand. | Berlin-Gropiusstadt Neuköllner Straße |
| Otto-Wels-Ring (Lage)          | 0860 (im Ortsteil)       | Otto Wels (1873–1939), Politiker (SPD) | 16. Sep. 1964       | Der Straßenverlauf liegt zwischen Fritz-Erler-Allee abgehend im langgestreckten Bogen nach Süden und zurück zur Fritz-Erler-Allee gegenüber vom Juchaczweg. Die Straße bringt die Anbindung der Wohnbauten östlich vom ersten Bauabschnitt der Trabantenstadt am Grünen Weg und seither östlich vom Grünzug oberhalb der U-Bahn-Linie U7. Sie ist im Bebauungsplan 102 als Straße 485 trassiert. Mit dem zugehörigen Bebauungsplan wurden die westlichen Abschnitte vom Uhu- und vom Auerhahnweg (Straße 22 und 23) und die südliche Fortsetzung des Kormoranwegs durch die Gebäude des Otto-Wels-Rings überbaut. Zentral durch das zugehörige Wohnviertel führt der Höltermannsteig. Bei der Bildung des Ortsteils im Jahre 2002 verblieb der Straßenverlauf in Verlängerung des Juchaczwegs (östlicher Ringabschnitt) und dessen östliche Straßenseite (1–11 ungerade) zu Buckow 2 gehörend. Zum 50. Jahrestag der ersten Grundsteinlegung wurde ein Findling (mit Gedenkplakette) aufgestellt und eine Traubeneiche als „Baum für die Zukunft“ an der Fritz-Erler-Allee, Ecke Otto-Wels-Ring (auf dem Mittelstreifen) gepflanzt. | Berlin-Gropiusstadt Otto-Wels-Ring · Berlin-Gropiusstadt Otto-Wels-Ring                                                                         |
| Ringslebenstraße (Lage)        | 0190 (im Ortsteil)       | Martin Gottlieb Ringsleben (unbekannt–1822), Rittergutsbesitzer, Hofmaler                                                                                    | 1. Sep. 1969        | Die Ringslebenstraße liegt zum überwiegenden Teil zwischen Buckower Damm und Am Buschfeld an der Stadtgrenze entlang in Buckow 1. Im Ortsteil liegt ein Teilstück das über die Bahngleise hinweg zum Kölner Damm führt und durch die Lipschitzallee fortgeführt wird. Diese Grenzziehung der Ortsteile bei der Bildung des Ortsteils Gropiusstadt im Jahre 2002 sicherzte die Janusz-Korczak-Schule zu Gropiusstadt. Zum Ortsteil gehören die Grundstücke 1 und 2, wobei „Ringslebenstraße 2“ ein acht-/neungeschossiges Y-förmiges Wohnhaus östlich vom Schulkomplex ist. Das Grundstück 1 ist eine Grün- und Brachfläche östlich zwischen Bahn und Stadt- und Landesgrenze zu Großziethen (Land Brandenburg) die zum Teil als Parkplatz benutzt, nach dem Plan des Vermessungsamtes Neukölln gehören außerdem noch zwei Flachgebäude südlich der Bahngleise dazu. | Berlin-Gropiusstadt Ringslebenstraße |
| Rotraut-Richter-Platz (Lage)   | 0140 × 30                | Rotraut Richter (1915–1947), Schauspielerin | 15. Mai 1969        | Der Platz liegt nördlich vom Joachim-Gottschalk-Weg und wurde mit diesem als urbaner Platz angelegt. Er liegt östlich hinter dem U-Bahnhof Wutzkyallee nördlich vom Wutzkycenter, das hier in den 2000er Jahren errichtet wurde. Nach Osten setzt sich der Grünzug oberhalb der U-Bahn-Linie U7 südlich vom Horst-Caspar-Weg fort. | Berlin-Gropiusstadt Rotraud-Richter-Platz · Berlin-Gropiusstadt Rotraud-Richter-Platz                                                           |
| Rudower Straße (Lage)          | 0240 (im Ortsteil)       | Berlin-Rudow, Ortsteil des Bezirks Neukölln | vor 1899            | Die Rudower Straße verläuft auf einem historischen Verkehrsweg und ist heute ein Teil der B 178. Sie besitzt im Berliner Straßennetz die Bedeutung einer übergeordneten Straßenverbindung (StEP-Klasse II) und führt als Neuköllner Straße im Südost nach Rudow und nordwärts als Buschkrugallee nach Britz weiter. Bei der Herauslösung von Gropiusstadt als eigener Ortsteil im Bezirk Neukölln kamen einige Grundstücke von Bedeutung für „die Gropiusstadt“ an der Südseite der Straße zwischen Johannisthaler Chaussee und Efeuweg zum Ortsteil, die sind. Auf Grundstück 184 (im Bebauungsplan noch 178c) befindet sich die Lise-Meitner-Schule hinter den (direkt an der Straße in Buckow liegenden) Wohngebäuden liegt. Die Dreieinigkeitskirche mit Nebengebäuden liegt Ecke Lipschitzallee auf den Grundstücken 172, 176 und 176a. Alle weiteren Grundstücke am Südrand der Straße, das Straßenland und die nördlichen Grundstücke gehören zu Buckow-Ost. | Dreieinigkeitskirche |
| Schmiedigenpfad (Lage)         | 0280                     | Gustav Schmiedigen (1866–1947), 1902–1921 Gemeindevorsteher von Britz                                                                                        | 1. Juni 1975        | Der amtlich als Straße geführte Schmiedigenpfad ist ein auf beiden Enden mit Sperrpfosten vom Kraftfahrzeug freigehaltener Fußweg zwischen Lipschitzallee und Sollmannweg. Auf ihm ist der Zugang zu den Wohnblöcken Lipschitzallee 71–77 (ungerade) und Sollmannweg 7–15 (ungerade) verbessert, dem Fußweg selbst sind keine Grundstücke zugeordnet. Im Bebauungsplan war er bereits als Weg 532 südlich vom Grünzug oberhalb der U-Bahn-Linie U7 vorgesehen. | Berlin-Gropiusstadt Schmiedigenpfad |
| Severingstraße (Lage)          | 0630 (im Ortsteil)       | Carl Severing (1875–1952), Politiker (SPD) | 1. Feb. 1966        | Die Severingstraße liegt mit Straßenland und östlicher Straßenseite (ungerade Grundstücke) zwischen Tischlerzeile und dem Hochspannungsweg bis zum U-Bahn-Betriebshof im Ortsteil. Die Ortsteilgrenze zu Britz liegt am Nordwestrand der Straße, allerdings liegt auch das Grundstück 2 auf Britzer Territorium. Vorher Straße 497 des Bebauungsplans. am Nordende neben dem Grünzug oberhalb der U-Bahn-Linie U7 (noch als U-Bahn-Linie C angegeben) befindet sich ein Straßering von 50 Metern Durchmesser um eine Garagenanlage, im Bebauungsplan als Parkhaus vorgesehen. Der Hochspannungsweg kreuzt als Grünstreifen zwischen Grundstück 1 und 3. Von der Severingstraße geht nach Osten der Bom-Schuch-Weg als Zugangsstraße für die zum U-Bahn-Grünzug östlicher liegenden Wohnhäuser ab, hier liegt die Grundschule am Regenweiher. Dieser Regenweiher ist eine Bauausgleichsmaßnahme der Gehag, die die Wohnhäuser im Bauabschnitt 1b errichtet hat; hier liegt eine grüne Parkfläche. Die Britzer Einfamilienhäuser an der Straßenseite haben zwar teilweise hintere Zugänge von der Severingstraße, gehören aber mit der Adresse zum Malersteig. Die Klempnergasse führt zwischen beiden durch. | Berlin-Gropiusstadt Severingstraße |
| Sollmannweg (Lage)             | 0300                     | Wilhelm Sollmann (1881–1951), Politiker (SPD) | 1. Apr. 1969        | Die Straße liegt von der Lipschitzallee ostwärts und führt durch das Rudower Wäldchen hindurch, setzt sich an dessen Ostrand als Fritz-Krayßler-Weg fort. Auf den Grundstücken 2–16 (gerade, südliche Straßenseite) und 7–21 (ungerade, nördlich vom Schmiedigenpfad) liegen Wohngebäude in der Höhe von wenigstens 14 Geschossen, dabei besitzt der Wohnblock direkt nördlich an der Sollmannweg Adressen der Lipschitzallee. Auf Grundstück 14 steht das mehrgeschossige Parkhaus, mit dem die Planungsforderungen erfüllt sind, ohne zu viel Grünfläche zu opfern, 16 ist ein Y-artiges Wohnhochhaus. Die Geschosshöhe der hier am Stadtrand liegenden Wohngebäude gegenüber dem Konzept von Gropius ist eine Folge der angeordneten Bebauungsverdichtung nach dem Mauerbau und dem daraus folgenden Einschluss von West-Berlin. Im Bebauungsplan war ein Teil der Sollmannweg als Straße 516 ausgewiesen. Letztlich gehört zum Sollmannweg die Bebauung auf dem Areal zwischen dem öffentlichen Grünzug oberhalb der U-Bahn-Linie U7 (als Spielplatz auf Grundstück 19 im Grünzug Britz-Buckow-Rudow) und einem Parkgelände entlang der NME-Bahntrasse, die hier die Stadt- und Landesgrenze berührt. Diese Grün- und Parkflächen ergänzen das Rudower Wäldchen nach Westen. Andererseits befand sich dieses Gebiet im Süden durch die Stadtgrenze zum Land Brandenburg während der Bauzeit der Gropiusstadt bis zur Wende 1990 in unmittelbarer Mauernähe. | Berlin-Gropiusstadt Sollmannweg |
| Stieglitzweg (Lage)            | 0300 (im Ortsteil)       | Stieglitz, Vogelart | 16. Aug. 1928       | Der Stieglitzweg wurde in der Siedlung um das Krankenhaus Neukölln als Straße 11 des Bebauungsplans projektiert und erhielt 1928 seinen Namen wie die umliegenden Straßen nach einer Vogelart. Mit den Planungen für den Bauabschnitt 1a der „BBR-Trabantenstadt“ (ab 1972 Großsiedlung Gropiusstadt) wurde am 1. Februar 1966 eine Verlängerung in Buckow-Ost ebenfalls Stieglitzweg benannt. Zunächst befand sich Anfang der 1960er Jahre ein parzellierteer Geländestreifen teilweise mit Wochenendhäusern und ansonsten landwirtschaftlich genutzte Fläche. Bei der Ausgliederung des Ortsteils Gropiusstadt aus Buckow kamen die Wohnbauten der Gehag aus den 1960er und 1970er Jahren zum Ortsteil. Zwischen Zadekstraße und Johannisthaler Chaussee gehören Straßenland und Bebauung somit zum Ortsteil, während der östlich folgende Abschnitt bis zum Goldammerweg in Buckow 2 liegt. | Berlin-Gropiusstadt Stieglitzweg |
| Theodor-Loos-Weg (Lage)        | 0740                     | Theodor Loos (1883–1954), Schauspieler | 5. Aug. 1966        | Der Theodor-Loos-Weg liegt als Tempo-30-Zone zwischen Wutzkyallee und Zwickauer Damm (gegenüber dem Rudower Schriftsetzerweg, wobei hier die Industriebahn ein rechts abbiegen erfordert). Im westlichen Abschnitt verläuft er nahezu geradlinig und bildet im Osten einen Bogen nach Norden, in dem der Harry-Liedtke-Weg liegt. Dabei bildet die Feuchtwangerstraße als Sackgasse seine direkte Fortsetzung in der Trasse nach Ost. Die Bauten stehen auf den Grundstücken 1–49 (ungerade) und 6–52, im westlichen Teil verbindet der Max-Pallenberg-Pfad zum Johann-Gottschalk-Weg. Die betonierte Straße wurde auf vormaliger Ackerfläche neu als vorher Straße 502 des Bebauungsplans angelegt. Die Geschosshöhe der anliegenden Wohnhäuser der degewo variiert zwischen zwölf, zehn, neun, acht und vier Stockwerken. Die Straße selbst ist meist dreieinhalbspurig mit Parkstreifen auf beiden Seiten, teilweise mit Parktaschen. Die Gehwege auf beiden Seiten trennen mitunter parallellaufende private Zufahrtsstraßen mit zurückgesetzten Wohnhäusern ab. Grünfläche und Baumbestand ist im bogenförmigen Ostabschnitt bemerkenswert. Grundstück 14 im Norden des Bogens ist ein Sport- und Bolzplatz der am Grünzug oberhalb der U-Bahn-Linie U7 anschließt, an der Ostflanke des Bogens liegt die „Schule am Zwickauer Damm“. | Berlin-Gropiusstadt Theodor-Loos-Weg |
| Tischlerzeile (Lage)           | 0070 (im Ortsteil)       | Tischler, die Straßen der „Siedlung Neuland II“ wurden alle nach Bauberufen benannt                                                                          | 30. Jan. 1933       | Die Straße in der „Siedlung Neuland II“ in Buckow/Britz wurde in den 1930er Jahren als Straße 254 angelegt und mit anderen Siedlungsstraßen 1933 benannt. Am 29. Dezember 1960 wurde die Verlängerung, Privatstraße 284 und der Platz 285 des Bebauungsplans, in die Tischlerzeile einbezogen. Mit der Planung zur Erschließung von Bauabschnitt 1b der „Großsiedlung BBR“ (ab 1972 Großsiedlung Gropisstadt) wurde der Anschluss an der Johannisthaler Chaussee, der zuvor landwirtschaftlich genutzt wurde, als Straße 489 geplant und später zusammengefasst. Mit der Bildung des Ortsteils Gropiusstadt kam der südliche Abschnitt zwischen Severingstraße und Johannisthaler Straße zum Ortsteil. Der größere Abschnitt bis Hochspannungsweg liegt in Britz. Im Ortsteil setzt die Tischlerzeile als Straßentrasse den Kölner Damm mit zwei Fahrbahnen und einem grünen Mittelstreifen über die Johannisthaler Chaussee hinweg fort. Das Straßenland und das auf der östlichen Straßenseite stehende 14-geschossige Wohnhochhaus mit der Adresse Johannisthaler Chaussee 372 liegen im Ortsteil. Die westliche Straßenseite in Richtung Bahntrasse gehört zu Britz. Die Grundstücke 1/3 und 2/4 der Tischlerzeile fehlen in dessen Zählung, lägen jedoch auf dem Gebiet des Ortsteils. | Berlin-Gropiusstadt Tischlerzeile |
| Ulrich-von-Hassell-Weg (Lage)  | 0250                     | Ulrich von Hassell (1881–1944), Diplomat, Widerstandskämpfer gegen den Nationalsozialismus                                                                   | 1. Dez. 1968        | Die vorher als Straße 538 des Bebauungsplans trassierte Straße wurde mit den hier liegenden Wohnbauten neu angelegt auf einem vorher (wie meist in Gropiusstadt) landwirtschaftlich genutzten Gelände, das als Baureserveland vom Berliner Senat in den 1950er Jahren von Investoren frei gehalten wurde. Die Straße geht nach Osten von der Lipschitzallee ab. Sie endet mit einem Wendehammer vor dem Rudower Wäldchen. An der Straße liegen die Grundstücke 1–9 (ungerade), neungeschossige Wohnbauten auf der nördlichen Seite. Auf der Südseite auf 2 am Anfang nahe Lipschitzallee liegt ein Parkgelände mit Verbindung zum Grünstreifen entlang der Promenade die in der Trasse des ehemaligen Wilmeisterdamms liegt. Auf Grundstück 4 steht eine Kita, und auf der Südseite folgt ein neungeschossiges Doppelwohnhaus auf 6–8. Am Wendehammer am Ende der Straße steht eine Not-Wasserpumpe, allerdings in neuer Bauart. | Berlin-Gropiusstadt Ulrich-von-Hassell-Weg |
| Walter-Franck-Zeile (Lage)     | 0260                     | Walter Franck (1896–1961), Schauspieler | 1. Dez. 1967        | Die Straße wurde für die Gropiusstadt als Straße 505 des Bebauungsplans im Bereich südlich des U-Bahn-Verlaufs trassiert. Sie ist Zugang für die hier als Teil der geplanten Großsiedlung vorgesehenen neungeschossigen Wohnhochhäuser 1967 angelegt und benannt worden. Die Straße geht südwärts vom Friedrich-Kayßler-Weg ab. Sie besitzt im südlichen Teil eine Biegung nach West in Richtung zum hinter den Häusern liegenden Rudower Wäldchen. Der Namensgeber wurde 1923 in Berlin am Preußischen Staatstheater engagiert und Franck wohnte um 1955 in Schmargendorf. | Berlin-Gropiusstadt Walter-Franck-Zeile |
| Walter-May-Weg (Lage)          | 0110                     | Walter May (1900–1953), Politiker (SPD) | 25. Sep. 1966       | Die Straße liegt zwischen Löwensteinring und dem Grünzug des Hörsingsteigs als Sackgasse. Die Straße endet im Osten an einem viereckigen Wendeplatz mit Parkflächen. Trassiert wurde die Straße 511 im Bebauungsplan und mit dem Anlegen benannt, am 1. Juni 1977 erhielt der Weg 529 ebenfalls den Namen Walter-May-Weg. Die Grundstücke 1–5 (ungerade) und 2–12 (gerade) sind dem Walter-May-Weg zugeordnet. Dabei liegen 6, 8 und 10 am Hörsingsteig entlang und 10a und 12 bilden die Nordseite des Bat-Yam-Platzes. Die dreizehngeschossigen Wohnhäuser an der Straße liegen auf beiden Seiten hinter Grünstreifen mit Bäumen und hauswirtschaftlichen Nebenanlagen, sowie Parkflächen. | Berlin-Gropiusstadt Walter-May-Weg |
| Wermuthweg (Lage)              | 0470                     | Adolf Wermuth (1855–1927), Oberbürgermeister von Berlin | 1. Dez. 1967        | Die Straße ist als Tempo-30-Zone ausgewiesen und liegt zwischen Johannisthaler Chaussee und Kölner Damm. Der Ost-West-Abschnitt zum Kölner Damm liegt dabei auf der Trasse der Buckower Bahnhofstraße, die 1939 als Wildmeisterdamm benannt und 1967 in diesem Bereich entwidmet wurde. Dabei wurde der Abschnitt der Straße 513 in Nord-Süd-Richtung zwischen der Johannisthaler Chaussee und dem Wildmeisterdamm für die geplante Bebauung in der BBR-Großsiedlung angelegt und benannt. Der Ost-West-Abschnitt zwischen Straße 489 und der Plantrasse der Straße 513 wurde am 1. September 1969 in den Wermuthweg einbezogen, vom vormaligen Wildmeisterdamm verblieb ein Fußweg parallel zu diesem Teil des Wermutwegs, der amtlich „Promenade“ benannt ist und Teil des „Teltower Dörferwegs“ ist. Zur Straße gehören die Grundstücke 1–27 und 33 (ungerade) und 2–42 (gerade). Bebaut sind diese mit Viergeschossern im Süden des Ost-Abschnitts (21–33) und östlich vom Nord-Süd-Abschnitt (2–12b), westlich von diesem zum Anna-Nemitz-Weg hin befinden sich zwölfgeschossige Wohnhochhäuser (3, 5, 7, 9). An der Innenseite des Straßenbogens entstanden um 2010 dreigeschossige Wohnhäuser. An der Ecke und entlang der Johannisthaler Chaussee auf dem Grundstück Wermuthweg 1 steht das „GEHAG Parkhaus“, vorzugsweise für Mieter der hier liegenden Wohnhäuser. | Berlin-Gropiusstadt Wermutweg |
| Wildhüterweg (Lage)            | 0670 (im Ortsteil)       | Wildhüter, Beruf zur Pflege und zum Schutz des Wildes | 1. Sep. 1969        | Im Ortsteil liegt der Anschluss der vierspurigen asphaltierte Straße aus Buckow, die am Ostende in Gropiusstadt einen Linksbogen über die Bahnlinie bildet, an den Kölner Damm. Die Straße war bereits in den 1930er Jahren als Straße 80 nach Bebauungsplan angelegt worden und besaß diese Bezeichnung bis 1969, sie führte nach Osten (damals noch auch ostwärts in Buckow) über die Bahnlinie als Fahrweg durch Ackerflächen zum Heroldsweg. Die Einbeziehung des Wildhüterwegs in den Ortsteil ergibt sich durch das dreieckige Areal der Janusz-Korczack-Grundschule zwischen Kölner Damm, Stadtgrenze (Ringslebenstraße) und der Linie östlich der Grundstücksgrenzen der Buckower Straße Am Buschfeld. | Berlin-Gropiusstadt Wildhüterweg |
| Wildmeisterdamm (Lage)         | 0550 (im Ortsteil)       | Wildmeister, Beruf zur Pflege und zum Schutz des Wildes wohl Wildmeister Hugo Luther, der 1872 im Auftrag Kaiser Wilhelms I. das Rudower Wäldchen anpflanzte | 29. März 1939       | Im Ortsteil liegt der Wildmeisterdamm in einem Grünstreifen als Fuß- und Radweg (Zeichen 241) auf der Trasse der ehemaligen Straßen zwischen dem Bahnhof Buckow und dem Ortskern von Rudow. Amtlich wird dieser Bereich als „Promenade“ benannt. Die vormaligen Bezeichnungen waren in Buckow Bahnhofstraße, der weitere Verlauf nach Rudow trug anfangs ebenfalls den Namen Bahnhofstraße (der Bahnhof lag in Buckow) und wurde um 1935 als Rudower Straße 2, vorher: Buckower Straße und nach 1935 bis 1939 als Buckower Chaussee bezeichnet. Am 27. Februar 1967 gab das Bezirksamt den Wegfall des Namens Wildmeisterdamm zwischen der Straße 484 und der Neuköllner Allee bekannt. Ein östlicher Abschnitt der vormaligen Trasse wurde in die Fritz-Erler-Allee zur Neuköllner Straße geführt. Zwischen Kölner Damm und dem Bogen am Wermuthweg liegt im Ortsteil ein Fußweg parallel zu dieser Straße. Der weitere Fußweg liegt zwischen Wermuthweg (Nordabschnitt) und der Fritz-Erler-Allee, dabei kreuzt er die Lipschitzallee. Der Abschnitt östlich der Lipschitzallee des Wildmeisterdamms bildet die südliche Dreieckseite (in Ost-West-Richtung am Durchmesser des Gebäudes) für das Areal des IDEAL-Hochhauses, das Areal ist im Norden von Lipschitz- und Fritz-Erler-Allee begrenzt. Auf dem Wildmeisterdamm in Gropiusstadt verläuft ein Bereich des „Teltower Dörferwegs“, der Nr. 15 der „20 Grünen Hauptwege Berlins“. Erhalten geblieben ist die Grundstücksbezeichnung Wildmeisterdamm 170 gilt noch für die Spiel- und Bolzplätze in der Grünfläche oberhalb der U-Bahn-Linie U7 zwischen den Häusern von Kirschnerweg (westlich) und Kirchensteinerweg (östlich). | Berlin-Gropiusstadt Wildmeisterdamm · Berlin-Gropiusstadt Wildmeisterdamm Gropiushaus · Berlin-Gropiusstadt Wildmeisterdamm                     |
| Wutzkyallee (Lage)             | 0660 (im Ortsteil)       | Emil Wutzky (1871–1963), Politiker (SPD) | 20. Mai 1966        | Die Wutzkyallee liegt im Südostzipfel des Ortsteils zwischen Fritz-Erler-Allee (gegenüber Efeuweg zu Buckow 2) und der Ortsteilgrenze zu Rudow, die an der Industriebahnstrecke liegt. Über diese Bahngleise wurden von der vormaligen Kleinbahnstrecke die Industrie- und Gewerbeunternehmen am Teltowkanal versorgt. Bei der Planung der Großsiedlung auf der BBR-Baureservefläche wurde die Straße 492 des Bebauungsplans projektiert und trassiert, zunächst wurde 1966 ein Teil dieser Plantrasse als Wutzkyallee benannt. Der südliche Abschnitt der Straße 492 und ein Teil des Meißner Wegs wurden am 1. Oktober 1967 in die Wutzkyallee einbezogen. Die Straße setzt sich mit den Grundstücken 99, 100, 101 und 102 über die Industriebahnlinie hinweg zur Kreuzung Matthäusweg / Zittauer Straße gegenüber vom Meißner Weg in Rudow fort. Im Ortsteil beginnt die Grundstücksnummerierung an der Fritz-Erler-Allee mit den Nummern 46 (gerade auf der rechten Seite) und hinter der Tankstelle (Fritz-Erler-Allee 154) mit dem neungeschossigen Wohnhochhaus 47/55 (ungerade auf der linken Straßenseite). Die vierspurige betonierte Straße, davon auf beiden Seiten eine Parkspur mit breiten Gehsteigen und Grün-/Rasenflächen vor den Wohnbauten ist als Tempo-30-Zone ausgezeichnet. Nach Süden hin wechseln an den Straßenseiten 24-geschossige Wohndoppelhochhäuser und einstöckige Wohnbauten mit Vorgarten an querenden Privatstraßen, hinzu kommen Einkaufscenter und an der rechten Straßenseite zwischen Friedrich-Kayßler-Weg und der Ortsteilgrenze befinden sich die Heinrich-von-Helmholtz-Oberschule und die Martin-Lichtenstein-Grundschule, eine Vorschule und deren Nebeneinrichtungen. Ursprünglich war die Wutzkyallee bis an den Eckpunkt des Efeuwegs vorgesehen. | Berlin-Gropiusstadt Wutzkyallee · Berlin-Gropiusstadt Wutzkyallee · Berlin-Gropiusstadt Wutzkyallee U-Bahnhof                                   |
| Zadekstraße (Lage)             | 0420 (im Ortsteil)       | Ignaz Zadek (1887–1959), Arzt | 1. Feb. 1966        | Die Straße wurde mit dem Bauabschnitt 1a der Großsiedlung im Verlauf des Triftwegs ausgebaut und umbenannt. Der vorherige Name geht auf die Viehtrift zurück, auf der die Buckower Bauern ihr Vieh auf die Britzer und Rudower Wiesen führten. Diese Straßenbezeichnung wurde bereits um 1900 genutzt. Im Ortsteil liegen die östlichen Grundstücke 16, 16a, 17, 24, 26, 30–33 (in fortlaufender Zählung) zwischen Imbuschweg und nördlich vom Stieglitzweg. Der Straßenlauf, die Westseite und die östlichen Grundstücke nördlich vom Stieglitzweg, insbesondere das Vivantes-Klinikum Neukölln und das Ida-Wolf-Krankenhaus, liegen im östlichen Teil von Buckow. Die Bebauung in Gropiusstadt sind südlich er Fritz-Erler-Allee drei sechsgeschossige Wohnhäuser (Nrn. 30–32), ein Elfgeschosser als Doppelhaus (26) und auf 24 ein Verkaufspavillon. Die vier Wohnhäuser nördlich der Kreuzung haben postalische Adressen der Querstraßen, der folgende achtgeschossige Wohnblock Zadekstraße 16/16a/17 liegt schräg in das Areal zur Stieglitzstraße. Der namensgebende Zadek war vor und nach der Zeit des Nationalsozialismus Direktor des Städtischen Kreiskrankenhauses in Neukölln. | Berlin-Buckow Zadekstraße |
| Zwickauer Damm (Lage)          | 0540 (im Ortsteil)       | Zwickau, Stadt in Sachsen | 27. März 1939       | Die Straße wurde 1939 im Ortsteil Rudow des Verwaltungsbezirks Neukölln aus der Straße 138 des Rudower Bebauungsplans und dem südlichen Teil der Stubenrauchstraße zur Neuköllner Straße benannt. Die Namenswahl nach einer sächsischen Stadt erfolgte entsprechend der umliegenden Straßennamen. Mit der Bildung des Ortsteils Gropiusstadt nach der Bebauung der „Großsiedlung BBR“ (für die Bauladreservefläche „Berlin-Buckow-Rudow“) wurde der Zwickauer Damm mit seiner Westseite zur Ortsteilsgrenze mit Rudow. Im Ortsteil liegen die Grundstücke 6–12, 22, 24 (gerade) auf der Westseite zwischen Neuköllner Straße und dem westwärts abbiegenden Gleis der Industriebahn der NME, das zum „Gewerbegebiet am Teltowkanal“ und vormals dem Kraftwerk Berlin-Rudow in der Mitte des Zwickauer Damms auf einem Grünstreifen liegt. Das Straßenland, die östlichen und die übrigen Grundstücke im Südosten bis zur Stadtgrenze gehören zu Rudow. Im Ortsteil liegen die „Schule am Zwickauer Damm“ (Nr. 22) und die benachbarte Kita (Nr. 24), der U-Bahnhof (Nrn. 6–6c, 8–8c und 10) sowie das 24-geschossige Doppelhochhaus auf Nummer 12. | Wohnhochhaus am Zwickauer Damm · Berlin-Gropiusstadt Zwickauer Damm                                                                             |

## Weitere Örtlichkeiten in der Gropiusstadt
- Das Rudower Wäldchen (Lage) ist in der amtlichen Liste mit der Straßennummer 8041 als Park geführt. Es bedeckt eine Fläche von 600 Meter Länge und ist teilweise 100 Meter breit. 1872 wurde es im Auftrag Kaiser Wilhelms I. von Wildmeister Hugo Luther angepflanzt[61] und ist seit 1959 das Landschaftsschutzgebiet „Vogelschutzgebiet am Wildmeisterdamm in Rudow“ und war durch seine Lage nahe der Berliner Mauer ein „Niemandsland“. Seit 2006 liegt hier ein Abschnitt des Berliner Mauerwegs entlang des ehemaligen Grenzverlaufs.[62] Durch den Bau der Gropiusstadt ging der Wild- und Vogelbestand zurück. Die U-Bahnhöfe Lipschitzallee (westlich) und Wutzkyallee (östlich) liegen in der Nähe beide ungefähr 350 Meter vom Wäldchen, das im Norden am Wildmeisterdamm endet. Der Wildmeisterdamm ist hier in der Trasse der Buckower Bahnhofstraße noch ein Fußweg im Bereich des „Teltower Dörferwegs“ Nr. 15 der „20 Grünen Hauptwege Berlins“.[55]
- Sportanlage Paul-Rusch-Platz (Lage)
- Frei- und Hallenbad Gropiusstadt (Lage)
- Sportanlage Lipschitzallee (Lage)
- Gropius Passagen (Lage)

## Bebauungspläne
Gropiusstädter Bebauungspläne
- Bezirksamt Neukölln (3. Dezember 1971): Festgesetzter Bebauungsplan XIV-102 für das Gelände zwischen Grüner Weg, Kolibriweg, Kormoranweg, Einsiedlerweg, Henkelsweg, geplante U-Bahntrasse und dem öffentlichen Grünzug mit Ausnahme der Grundstücke Kolibriweg 1–5, sowie für die Grundstücke Grüner Weg 83–85, 87 Ecke Kolibriweg 26, Kolibriweg 8–24, Johannisthaler Chaussee 314–322 und für Teilflächen der Grundstücke Grüner Weg 84–88 Ecke Gutschmidtstraße 2, 4, 4a und Grüner Weg 90–98 Ecke Gutschmidtstraße 1–13 im Bezirk Neukölln, Ortsteile Buckow 2 und Britz[bp 2]

- Bezirksamt Neukölln (26. April 1967): Festgesetzter Bebauungsplan XIV-104 für das Gelände zwischen der Johannisthaler Chaussee, der Straße 489, der Severingstraße und dem öffentlichen Grünzug im Bezirk Neukölln, Ortsteile Britz und Buckow II[bp 3]

- Bezirksamt Neukölln (20. September 1971): Festgesetzter Bebauungsplan XIV-105 für das Gelände zwischen Zadekstraße, Stieglitzweg, Johannisthaler Chaussee und Imbuschweg, für die Grundstücke Zadekstraße 16/17, Stieglitzweg 1–23 und Fritz-Erler-Allee 36–38 (teilweise) sowie für den Uhuweg, die Fritz-Erler-Allee zwischen Otto-Wels-Ring und Zadekstraße, der Zadekstraße zwischen Imbuschweg und Stieglitzweg und die Johannisthaler Chaussee zwischen Buchfinkweg und Imbuschweg im Bezirk Neukölln, Ortsteil Buckow[bp 4]

- Bezirksamt Neukölln (17. Februar 1971): Festgesetzter Bebauungsplan XIV-108 für das Gelände beiderseits des Käthe-Dorsch-Ringes, des Agnes-Straub-Weges und des Horst-Caspar-Steiges, für die Grundstücke Wutzkyallee 45/67 und Neuköllner Straße 278 sowie für die Fritz-Erler-Allee zwischen Wutzkyallee und Neuköllner Straße im Bezirk Neukölln, Ortsteil Rudow[bp 5]

- Bezirksamt Neukölln (6. Oktober 2010): Festgesetzter Bebauungsplan XIV-109b für die Grundstücke Joachim-Gottschalk-Weg 1–39 und des Eingangsgebäudes des U-Bahnhofs Wutzkyallee, den Joachim-Gottschalk-Weg, den Rotraut-Richter-Platz sowie einen Abschnitt des Horst-Caspar-Steigs im Bezirk Neukölln, Ortsteil Gropiusstadt[bp 6]

- Bezirksamt Neukölln (6. Februar 1967): Festgesetzter Bebauungsplan XIV-112a für die Verbreiterung der Johannisthaler Chaussee zwischen der Neukölln-Mittenwalder-Eisenbahn und der geplanten Straße 513, für die geplante Straße 513 nordöstlich der Neukölln-Mittenwalder-Eisenbahn und für einen Teil der geplanten Straße 489 zwischen Johannisthaler Chaussee und dem Grundstück Wildmeisterdamm 219 im Bezirk Neukölln, Ortsteile Britz und Buckow II[bp 7]

- Bezirksamt Neukölln (29. Mai 1972): Festgesetzter Bebauungsplan XIV-113 für das Gelände zwischen Johannisthaler Chaussee, Fritz-Erler-Allee, Löwensteinring, Karsenzeile, Löwensteinring, der südöstlichen Grenze des öffentlichen Grünzuges zwischen Löwensteinring und U-Bahn und der U-Bahn sowie für Teilflächen der Johannisthaler Chaussee, Fritz-Erler-Allee, des Löwensteinringes und für das Grundstück Grundbuch von Buckow Band 179 Blatt 4469 im Bezirk Neukölln, Ortsteil Buckow[bp 1]

- Bezirksamt Neukölln (12. Dezember 2008): Festgesetzter Bebauungsplan XIV-117a für das Grundstück Lipschitzallee 50 im Bezirk Neukölln, Ortsteil Gropiusstadt[bp 8]

- Bezirksamt Neukölln (4. Juli 1972): Festgesetzter Bebauungsplan XIV-118 für eine Teilfläche des Geländes zwischen dem Wildmeisterdamm, der U-Bahntrasse, der Lipschitzallee und dem Kölner Damm einschließlich der angrenzenden Teilflächen des Wildmeisterdammes und des Kölner Dammes im Bezirk Neukölln, Ortsteil Buckow[bp 9]

- Bezirksamt Neukölln (4. Dezember 1968): Festgesetzter Bebauungsplan XIV-119 für das Grundstück Fritz-Erler-Allee 66–96 und Löwensteinring 2–10, sowie für eine Teilfläche der Fritz-Erler-Allee im Bezirk Neukölln, Ortsteil Buckow[bp 10]

- Bezirksamt Neukölln (3. Oktober 1969): Festgesetzter Bebauungsplan XIV-131 für das Gelände zwischen Johannisthaler Chaussee, Höltermannsteig, Otto-Wels-Ring und Imbuschweg im Bezirk Neukölln, Ortsteil Buckow[bp 11]

- Bezirksamt Neukölln (3. Dezember 1971): Festgesetzter Bebauungsplan XIV-172 für eine Teilfläche des Geländes zwischen Lipschitzallee, Rudower Straße, Neuköllner Straße und Efeuweg und für die Grundstücke Neuköllner Straße 208–210, Hopfenweg 1, 2 und Efeuweg 1–23 im Bezirk Neukölln, Ortsteile Buckow und Rudow (Gropiusstadt)[bp 12]

1. 1 2 3  Festgesetzter Bebauungsplan XIV-113 (Memento vom 22. August 2014 im Internet Archive)
2. ↑  Festgesetzter Bebauungsplan XIV-102 (Memento vom 22. August 2014 im Internet Archive)
3. ↑  Festgesetzter Bebauungsplan XIV-104 (Memento vom 22. August 2014 im Internet Archive)
4. ↑  Festgesetzter Bebauungsplan XIV-105 (Memento vom 22. August 2014 im Internet Archive)
5. ↑  Festgesetzter Bebauungsplan XIV-108 (Memento vom 22. August 2014 im Internet Archive)
6. ↑  Festgesetzter Bebauungsplan XIV-109b (Memento vom 22. August 2014 im Internet Archive)
7. ↑  Festgesetzter Bebauungsplan XIV-112a (Memento vom 22. August 2014 im Internet Archive)
8. ↑  Festgesetzter Bebauungsplan XIV-117a (Memento vom 22. August 2014 im Internet Archive)
9. ↑  Festgesetzter Bebauungsplan XIV-118 (Memento vom 22. August 2014 im Internet Archive)
10. ↑  Festgesetzter Bebauungsplan XIV-119 (Memento vom 22. August 2014 im Internet Archive)
11. ↑  Festgesetzter Bebauungsplan XIV-131 (Memento vom 22. August 2014 im Internet Archive)
12. ↑  Festgesetzter Bebauungsplan XIV-172 (Memento vom 22. August 2014 im Internet Archive)